# Hotel Meta
Das Hotel Meta, auch 450 Eleventh Avenue, früher Aloft Hotel, ist ein in Bau befindliches Boutique-Hotel in Manhattan in New York City, Vereinigte Staaten. Es wird nach seiner 2026 geplanten Eröffnung von Marriott-Hotels betrieben werden und seinen Gästen 379 Zimmer bieten.

## Beschreibung
Der Hotelturm befindet sich in Midtown Manhattan im Viertel Hudson Yards im Stadtteil Hell’s Kitchen an der Südostecke Eleventh Avenue und West 37th Street. Er steht nahe am Hudson River direkt gegenüber dem Kongresszentrum Jacob Javits Convention Center.
Der Wolkenkratzer wurde vom Architekturbüro DSM Design Group entworfen und 2018 der Öffentlichkeit vorgestellt. Anfangs waren eine Gebäudehöhe von 148 Meter und 43 Stockwerke mit 531 von Starwood Hotels & Resorts Worldwide betriebenen Hotelzimmern vorgesehen. Nach einer im August 2019 veröffentlichten Planänderung bekam das Hochhaus eine endgültige Höhe von 195,7 Meter (642 Fuß) mit 51 Etagen. Die Zimmeranzahl wurde auf 379 verringert. 2021 wurde Marriott zum neuen künftigen Betreiber des Hotels, um es als Aloft Hotel zu führen. Im Frühjahr 2024 sicherte sich der Investor Marx Development Group eine Refinanzierung in Höhe von 185 Millionen US-Dollar und benannte das Bauwerk in „Hotel Meta“ um. Die Fertigstellung und Eröffnung als Boutique-Hotel ist für Ende 2025/Anfang 2026 zu erwarten.
Die Bauarbeiten begannen 2019 und die Endhöhe wurde im November 2021 erreicht. An zwei den anliegenden Straßen zugewandten Seiten ist das Gebäude mit einer Vorhangfassade mit zueinander leicht verdrehten Glasplatten verkleidet, die sich optisch gegenüber glatten Glasfassaden hervorheben. Die anderen von den Straßen abgewandten Süd- und Ostseiten haben glatte fensterlose mit Wärmedämmverbundsystem-Platten verkleidete Flächen und erhielten einen schwarzen Anstrich.
Das Hotel wird 379 Zimmer besitzen und für seine Gäste ein Business Center, einen Ballsaal, Bankett- und Konferenzräume, ein Spa, ein Fitnesscenter und ein mehrstöckiges Restaurant mit Bar und Außenterrasse bieten. Die nächstgelegene Station der New York City Subway ist die von der Linie  bedienten Station 34 Street–Hudson Yards. Ein Zugang befindet sich ein Block südlich im Bella Abzug Park an der Kreuzung 35th Street und Hudson Boulevard East.

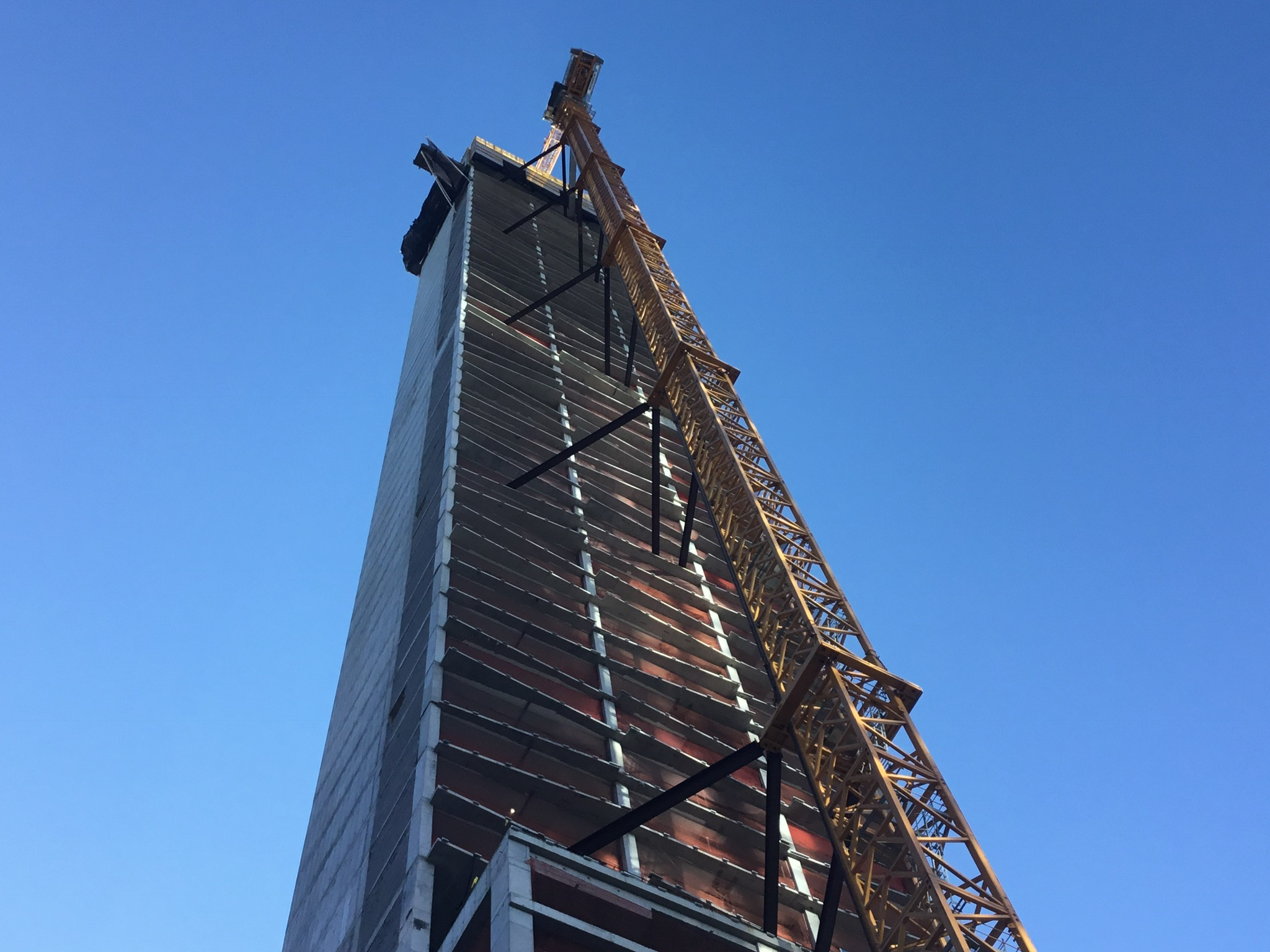
Bauphase am 11. November 2022

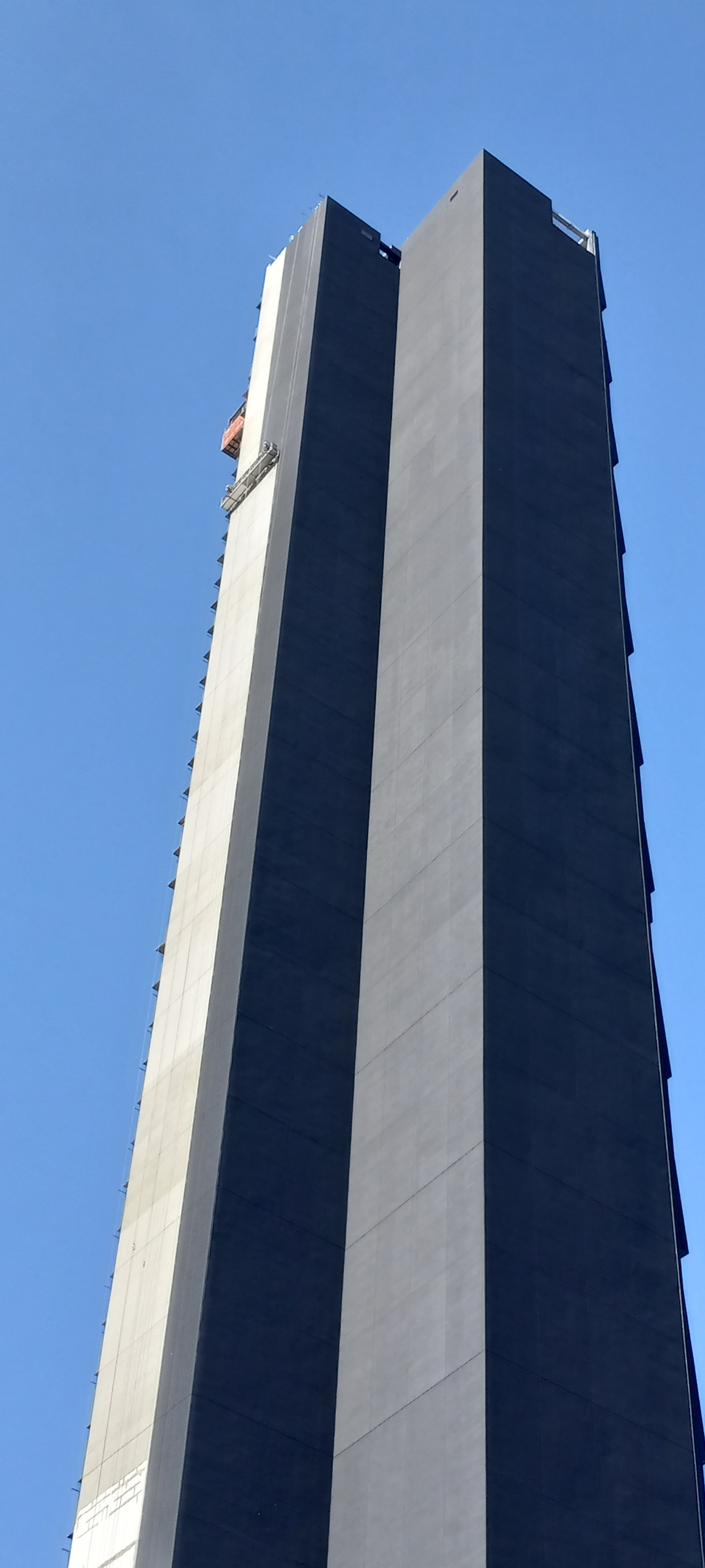
Die fensterlosen Seiten im Oktober 2024